# Emilija Waczewa
Emilija Doczewa Waczewa (bułg. Емилия Дочева Вачева, ur. 1 marca 1973 w Sofii) – bułgarska judoczka. Olimpijka z Barcelony 1992, gdzie zajęła dwudzieste miejsce w wadze półlekkiej.
Uczestniczka mistrzostw Europy w 1991 i 1992. Trzecia na ME juniorów w 1990 roku.

## Letnie Igrzyska Olimpijskie 1992
| Konkurencja | Eliminacje             | Klas. końcowa |
| Konkurencja | Przeciwnik I           | Miejsce       |
| ----------- | ---------------------- | ------------- |
| 52 kg       | Dina Maksutova (EUN) P | 20.           |